# Stoneman
Stoneman — швейцарская метал-группа. Является представителем Neue Deutsche Härte.

## История
Весной 2004 года швейцарцы Mikki Chixx и Rico H решили создать группу под названием Stoneman. В 2005 году было издано Demo «Rough Demos And Unofficial Bootleg», включающее в себя некоторый студийный материал, а также четыре концертных записи, которые группа исполнила на разогреве у Within Temptation. За этим релизом последовали несколько концертов в Швейцарии и за рубежом, далее последовали два небольших независимых европейских тура.
В мае 2006 года Stoneman отправились в турне по Европе с группами Master и Impaled Nazarene. В июне этого же года группа подписывает контракт с немецким лейблом Twilight, и уже в октябре выпускает свой дебютный альбом Sex Drugs Murder и отправляются в турне вместе с группой Deathstars. Видео на песню «Devil In A Gucci Dress» ротируется на таких телеканалах как MTV и VIVA.
В мае 2007 года последовало еще одно европейское турне, где группа выступала уже в качестве хэдлайнера. 14 Сентябре 2007 года выходит второй альбом под названием How To Spell Heroin. В 2008 году Stoneman появились на одном из крупнейших фестивалей Wave-Gotik-Treffen на альтернативной сцене  в Лейпциге. Также музыканты побывали в туре с готик-метал группой Xandria и глэм-рокерами Wednesday 13.
26 ноября 2010 года вышел третий студийный альбом под названием Human Hater.
В 2014 году группа выпускает свой четвертый студийный альбом, Goldmarie, свой единственный релиз, записанный полностью на немецком языке. Альбом занял четвертое место в Deutsche Alternative Charts, а также получил положительные отзывы от прессы.

## Дискография
- 2005 – Rough Demos And Unofficial Bootleg
- 2006 – Sex. Drugs. Murder.
- 2007 – How to Spell Heroin
- 2010 – Human Hater
- 2014 – Goldmarie
- 2016 – Steine
- 2018 – Geil und Elektrisch

## Состав
- Mikki Chixx - вокал (с 2004)
- Rico H - ударные (с 2004)
- Jadro - гитара (с 2013)
- Dee - бас-гитара (с 2013)

Бывшие участники
- Poxy - гитара (2004-2006)
- Vanja Slay - бас-гитара (2004-2006)
- Dave Snow - бас-гитара (2006-2010)
- Mr.Fly - гитара (2006-2013)
- Iron Chris - бас-гитара (2010)